# Rapperswil (Sankt Gallen)
Rapperswil (SG) is een plaats en voormalige gemeente in het Zwitserse kanton Sankt Gallen, en maakt sinds 1 januari 2007 deel uit van de gemeente Rapperswil-Jona in het district See-Gaster.

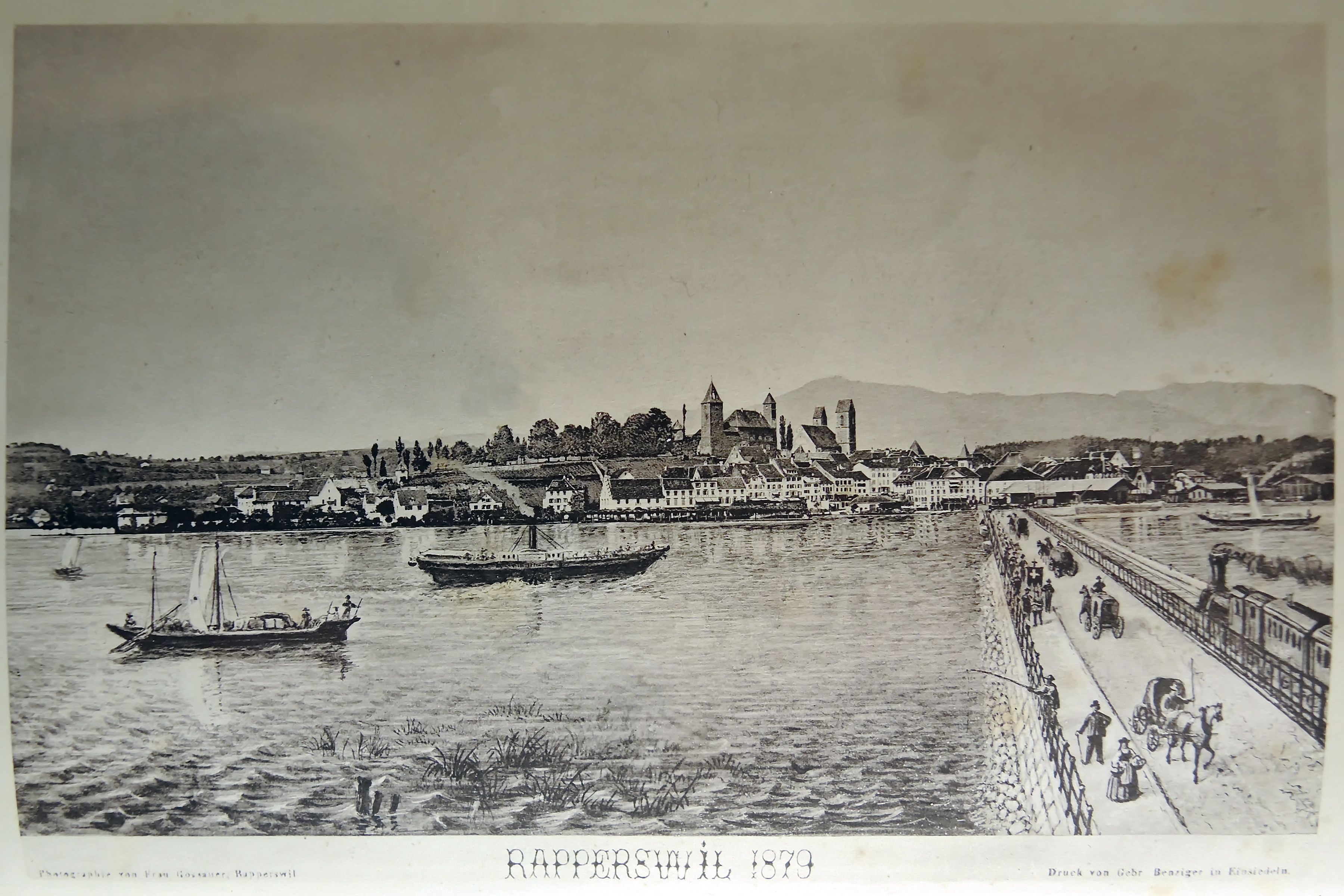
Zicht op Rapperswil (kanton Sankt Gallen) uit 1879.

## Geboren
- Marianne Ehrmann (1755-1795), actrice, schrijfster en redactrice.
- Mathilde Leuzinger (1899-1980), cinema-onderneemster[1]
- Philippe Schnyder (1978), wielrenner

- Gemeinsame Normdatei: 4048417-8
- Historisch woordenboek van Zwitserland: 001371
- Library of Congress Control Number: n81024635
- MusicBrainz: 1d185a5b-7ff0-4ca6-8677-ea4842755c2b
- Nationale Bibliotheek van Tsjechië: ge561264
- Nationale Bibliotheek van Israël: 987007552876605171
- Virtual International Authority File: 130192089
- WorldCat: E39PBJxRxptkQffPhbd8cddWjC